# 谢镗忠
谢镗忠（1916年—1989年12月27日），男，江西赣县人，中国人民解放军将领、中国人民解放军开国少将。曾任中国人民解放军43军政委。1955年，授予中国人民解放军少将。